# Terrence Boyd

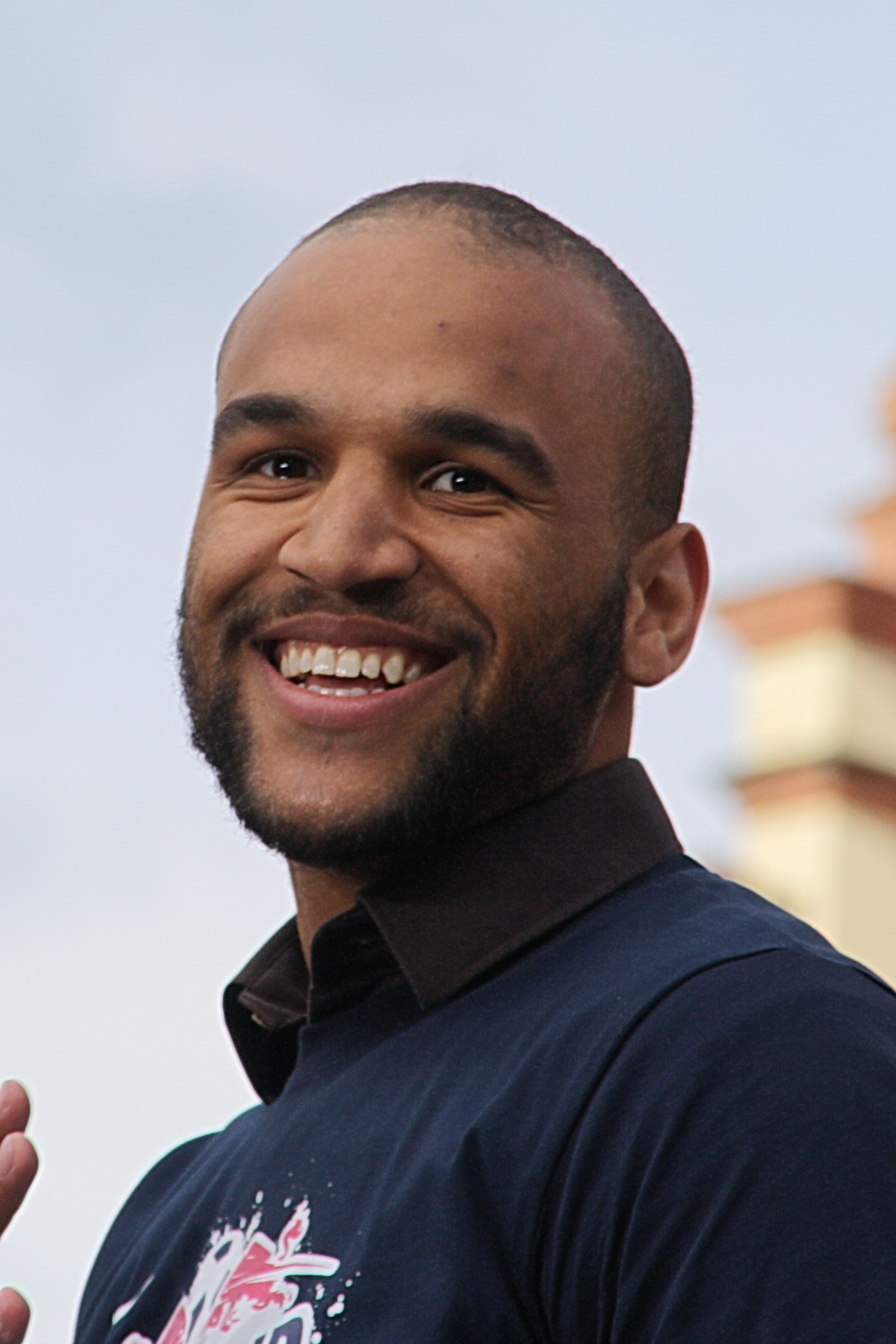
Terrence Boyd v roce 2016

Terrence Anthony Boyd (* 16. února 1991, Brémy, Německo) je německo-americký fotbalový útočník a reprezentant USA, od roku 2014 hráč klubu RB Leipzig.

## Klubová kariéra
- 1. FC Burg (mládež)
- TSV Lesum-Burgdamm (mládež)
- SC Weyhe (mládež)
- LTS Bremerhaven (mládež)
- FC Bremerhaven (mládež)
- Hertha Berlín (mládež)
- Hertha Berlín B 2009–2011
- Borussia Dortmund B 2011–2012
- SK Rapid Wien 2012–2014
- RB Leipzig 2014–

## Reprezentační kariéra
Za reprezentační A-mužstvo USA debutoval v roce 2012.